# Elezioni politiche in Italia del 1996 per circoscrizione (Camera dei deputati)
Le elezioni politiche in Italia del 1996 nelle circoscrizioni della Camera dei deputati videro i seguenti risultati.

## Risultati

### Circoscrizione Piemonte 1
| Coalizioni                | Liste                                | Proporzionale | Proporzionale | Proporzionale | Maggioritario | Maggioritario | Maggioritario |
| Coalizioni                | Liste                                | Voti          | %             | Seggi         | Voti          | %             | Seggi         |
| ------------------------- | ------------------------------------ | ------------- | ------------- | ------------- | ------------- | ------------- | ------------- |
| Polo per le Libertà       | Forza Italia                         | 293.573       | 19.13         | 2             | 538.374       | 35,37         | -             |
| Polo per le Libertà       | Alleanza Nazionale                   | 196.969       | 12,84         | 1             | 538.374       | 35,37         | -             |
| Polo per le Libertà       | CCD-CDU                              | 58.735        | 3,83          | -             | 538.374       | 35,37         | -             |
| L'Ulivo                   | Partito Democratico della Sinistra   | 289.259       | 18,85         | -             | 665.586       | 43,72         | 18            |
| L'Ulivo                   | Rinnovamento Italiano                | 88.314        | 5,76          | 1             | 665.586       | 43,72         | 18            |
| L'Ulivo                   | Popolari per Prodi                   | 80.366        | 5,24          | -             | 665.586       | 43,72         | 18            |
| L'Ulivo                   | Federazione dei Verdi                | 37.235        | 2,43          | -             | 665.586       | 43,72         | 18            |
| Lega Nord                 | Lega Nord                            | 212.011       | 13,82         | 1             | 241.448       | 15,86         | -             |
| Progressisti              | Partito della Rifondazione Comunista | 195.609       | 12,75         | 1             | 33.825        | 2,22          | 1             |
| Lista Pannella-Sgarbi     | Lista Pannella-Sgarbi                | 37.668        | 2,45          | -             | N.D.          | N.D.          | N.D.          |
| Verdi Verdi               | Verdi Verdi                          | 25.788        | 1,68          | -             | 12.905        | 0,85          | -             |
| Partito Socialista        | Partito Socialista                   | 6.885         | 0,45          | -             | 1.460         | 0,10          | -             |
| Nuove Energie             | Nuove Energie                        | 5.393         | 0,35          | -             | 5.627         | 0,37          | -             |
| Partito Federalista       | Partito Federalista                  | 3.743         | 0,24          | -             | N.D.          | N.D.          | N.D.          |
| Partito Umanista          | Partito Umanista                     | 2.937         | 0,19          | -             | 4.168         | 0,27          | -             |
| Piemonte Nazione d'Europa | Piemonte Nazione d'Europa            | N.D.          | N.D.          | N.D.          | 12.720        | 0,84          | -             |
| Moderati                  | Moderati                             | N.D.          | N.D.          | N.D.          | 6.208         | 0,41          | -             |
| Totale                    | Totale                               | 1.534.485     |               | 6             | 1.522.321     |               | 19            |

### Circoscrizione Piemonte 2
| Coalizioni                           | Liste                                | Proporzionale | Proporzionale | Proporzionale | Maggioritario | Maggioritario | Maggioritario |
| Coalizioni                           | Liste                                | Voti          | %             | Seggi         | Voti          | %             | Seggi         |
| ------------------------------------ | ------------------------------------ | ------------- | ------------- | ------------- | ------------- | ------------- | ------------- |
| Polo per le Libertà                  | Forza Italia                         | 349.793       | 24,45         | 1             | 528.801       | 37,02         | 11            |
| Polo per le Libertà                  | Alleanza Nazionale                   | 160.991       | 11,25         | -             | 528.801       | 37,02         | 11            |
| Polo per le Libertà                  | CCD-CDU                              | 72.166        | 5,04          | 1             | 528.801       | 37,02         | 11            |
| L'Ulivo                              | Partito Democratico della Sinistra   | 212.398       | 14,85         | 1             | 525.318       | 36,78         | 5             |
| L'Ulivo                              | Popolari per Prodi                   | 118.358       | 8,27          | 1             | 525.318       | 36,78         | 5             |
| L'Ulivo                              | Federazione dei Verdi                | 35.583        | 2,49          | -             | 525.318       | 36,78         | 5             |
| Lega Nord                            | Lega Nord                            | 328.333       | 22,95         | 2             | 347.012       | 24,30         | 1             |
| Partito della Rifondazione Comunista | Partito della Rifondazione Comunista | 110.437       | 7,72          | 1             | N.D.          | N.D.          | N.D.          |
| Lista Pannella-Sgarbi                | Lista Pannella-Sgarbi                | 34.096        | 2,38          | -             | 9.157         | 0,64          | -             |
| Mani Pulite                          | Mani Pulite                          | 8.565         | 0,60          | -             | 9.343         | 0,65          | -             |
| Piemonte Nazione d'Europa            | Piemonte Nazione d'Europa            | N.D.          | N.D.          | N.D.          | 7.132         | 0,50          | -             |
| Alleanza per il Centro               | Alleanza per il Centro               | N.D.          | N.D.          | N.D.          | 1.531         | 0,11          | -             |
| Totale                               | Totale                               | 1.430.720     |               | 7             | 1.428.294     |               | 17            |

### Circoscrizione Lombardia 1
| Coalizioni                           | Liste                                | Proporzionale | Proporzionale | Proporzionale | Maggioritario | Maggioritario | Maggioritario |
| Coalizioni                           | Liste                                | Voti          | %             | Seggi         | Voti          | %             | Seggi         |
| ------------------------------------ | ------------------------------------ | ------------- | ------------- | ------------- | ------------- | ------------- | ------------- |
| Polo per le Libertà                  | Forza Italia                         | 738.308       | 27,56         | 1             | 1.116.580     | 41,90         | 22            |
| Polo per le Libertà                  | Alleanza Nazionale                   | 259.322       | 9,68          | 1             | 1.116.580     | 41,90         | 22            |
| Polo per le Libertà                  | CCD-CDU                              | 107.412       | 4,01          | -             | 1.116.580     | 41,90         | 22            |
| L'Ulivo                              | Partito Democratico della Sinistra   | 487.298       | 18,19         | 2             | 1.035.257     | 38,85         | 9             |
| L'Ulivo                              | Popolari per Prodi                   | 141.448       | 5,28          | -             | 1.035.257     | 38,85         | 9             |
| L'Ulivo                              | Rinnovamento Italiano                | 109.670       | 4,09          | 1             | 1.035.257     | 38,85         | 9             |
| L'Ulivo                              | Federazione dei Verdi                | 68.781        | 2,57          | -             | 1.035.257     | 38,85         | 9             |
| Lega Nord                            | Lega Nord                            | 449.088       | 16,77         | 3             | 489.511       | 18,37         | -             |
| Partito della Rifondazione Comunista | Partito della Rifondazione Comunista | 214.998       | 8,03          | 2             | N.D.          | N.D.          | N.D.          |
| Lista Pannella-Sgarbi                | Lista Pannella-Sgarbi                | 79.939        | 2,98          | -             | N.D.          | N.D.          | N.D.          |
| Fiamma Tricolore                     | Fiamma Tricolore                     | 16.116        | 0,60          | -             | 9.055         | 0,34          | -             |
| Partito Umanista                     | Partito Umanista                     | 6.268         | 0,23          | -             | 12.571        | 0,47          | -             |
| Lega Nazionale Istria Fiume Dalmazia | Lega Nazionale Istria Fiume Dalmazia | N.D.          | N.D.          | N.D.          | 1.653         | 0,06          | -             |
| Totale                               | Totale                               | 2.678.648     |               | 10            | 2.664.627     |               | 31            |

### Circoscrizione Lombardia 2
| Coalizioni                           | Liste                                | Proporzionale | Proporzionale | Proporzionale | Maggioritario | Maggioritario | Maggioritario |
| Coalizioni                           | Liste                                | Voti          | %             | Seggi         | Voti          | %             | Seggi         |
| ------------------------------------ | ------------------------------------ | ------------- | ------------- | ------------- | ------------- | ------------- | ------------- |
| Lega Nord                            | Lega Nord                            | 973.651       | 35,79         | 3             | 1.008.987     | 37,17         | 20            |
| Polo per le Libertà                  | Forza Italia                         | 543.723       | 19,99         | 2             | 853.325       | 31,44         | 7             |
| Polo per le Libertà                  | Alleanza Nazionale                   | 208.567       | 7,67          | 1             | 853.325       | 31,44         | 7             |
| Polo per le Libertà                  | CCD-CDU                              | 139.863       | 5,14          | 1             | 853.325       | 31,44         | 7             |
| L'Ulivo                              | Partito Democratico della Sinistra   | 286.828       | 10,54         | 1             | 841.529       | 31,00         | 5             |
| L'Ulivo                              | Popolari per Prodi                   | 186.239       | 6,85          | -             | 841.529       | 31,00         | 5             |
| L'Ulivo                              | Rinnovamento Italiano                | 110.305       | 4,05          | 1             | 841.529       | 31,00         | 5             |
| L'Ulivo                              | Federazione dei Verdi                | 60.160        | 2,21          | -             | 841.529       | 31,00         | 5             |
| Partito della Rifondazione Comunista | Partito della Rifondazione Comunista | 142.324       | 5,23          | -             | N.D.          | N.D.          | N.D.          |
| Lista Pannella-Sgarbi                | Lista Pannella-Sgarbi                | 54.256        | 1,99          | -             | N.D.          | N.D.          | N.D.          |
| Fiamma Tricolore                     | Fiamma Tricolore                     | 14.406        | 0,53          | -             | 10.432        | 0,38          | -             |
| Totale                               | Totale                               | 2.720.322     |               | 9             | 2.714.273     |               | 32            |

### Circoscrizione Lombardia 3
| Coalizioni                           | Liste                                | Proporzionale | Proporzionale | Proporzionale | Maggioritario | Maggioritario | Maggioritario |
| Coalizioni                           | Liste                                | Voti          | %             | Seggi         | Voti          | %             | Seggi         |
| ------------------------------------ | ------------------------------------ | ------------- | ------------- | ------------- | ------------- | ------------- | ------------- |
| Polo per le Libertà                  | Forza Italia                         | 227.391       | 22,56         | 1             | 362.486       | 36,34         | 5             |
| Polo per le Libertà                  | Alleanza Nazionale                   | 106.783       | 10,59         | -             | 362.486       | 36,34         | 5             |
| Polo per le Libertà                  | CCD-CDU                              | 50.424        | 5,00          | -             | 362.486       | 36,34         | 5             |
| L'Ulivo                              | Partito Democratico della Sinistra   | 191.166       | 18,96         | 1             | 400.511       | 40,15         | 6             |
| L'Ulivo                              | Popolari per Prodi                   | 70.096        | 6,95          | -             | 400.511       | 40,15         | 6             |
| L'Ulivo                              | Rinnovamento Italiano                | 46.742        | 4,64          | -             | 400.511       | 40,15         | 6             |
| L'Ulivo                              | Federazione dei Verdi                | 23.511        | 2,33          | -             | 400.511       | 40,15         | 6             |
| Lega Nord                            | Lega Nord                            | 212.832       | 21,11         | 1             | 234.424       | 23,50         | -             |
| Partito della Rifondazione Comunista | Partito della Rifondazione Comunista | 79.113        | 7,85          | 1             | N.D.          | N.D.          | N.D.          |
| Totale                               | Totale                               | 1.008.058     |               | 4             | 997.421       |               | 11            |

### Circoscrizione Trentino-Alto Adige
| Coalizioni                           | Liste                                | Proporzionale | Proporzionale | Proporzionale | Maggioritario          | Maggioritario    | Maggioritario |
| Coalizioni                           | Liste                                | Voti          | %             | Seggi         | Voti                   | %                | Seggi         |
| ------------------------------------ | ------------------------------------ | ------------- | ------------- | ------------- | ---------------------- | ---------------- | ------------- |
| L'Ulivo SVP -PATT                    | Popolari per Prodi                   | 99.531        | 17,66         | -             | 170.023 156.708 44.827 | 27,95 25,76 7,37 | 4 3 -         |
| L'Ulivo SVP -PATT                    | Partito Democratico della Sinistra   | 52.290        | 9,28          | -             | 170.023 156.708 44.827 | 27,95 25,76 7,37 | 4 3 -         |
| L'Ulivo SVP -PATT                    | Rinnovamento Italiano                | 50.180        | 8,91          | -             | 170.023 156.708 44.827 | 27,95 25,76 7,37 | 4 3 -         |
| L'Ulivo SVP -PATT                    | Federazione dei Verdi                | 27.795        | 4,93          | -             | 170.023 156.708 44.827 | 27,95 25,76 7,37 | 4 3 -         |
| Polo per le Libertà                  | Forza Italia                         | 80.449        | 14,28         | -             | 148.179                | 24,36            | 1             |
| Polo per le Libertà                  | Alleanza Nazionale                   | 65.803        | 11,68         | 1             | 148.179                | 24,36            | 1             |
| Polo per le Libertà                  | CCD-CDU                              | 28.468        | 5,05          | -             | 148.179                | 24,36            | 1             |
| Lega Nord                            | Lega Nord                            | 74.586        | 13,24         | 1             | 57.770                 | 9,50             | -             |
| Union für Südtirol                   | Union für Südtirol                   | 55.548        | 9,86          | -             | 23.032                 | 3,79             | -             |
| Partito della Rifondazione Comunista | Partito della Rifondazione Comunista | 20.496        | 3,64          | -             | N.D.                   | N.D.             | N.D.          |
| Partito della Legge Naturale         | Partito della Legge Naturale         | 8.298         | 1,47          | -             | 7.708                  | 1,27             | -             |
| Totale                               | Totale                               | 563.444       |               | 2             | 608.247                |                  | 8             |

### Circoscrizione Veneto 1
| Coalizioni                      | Liste                                | Proporzionale | Proporzionale | Proporzionale | Maggioritario | Maggioritario | Maggioritario |
| Coalizioni                      | Liste                                | Voti          | %             | Seggi         | Voti          | %             | Seggi         |
| ------------------------------- | ------------------------------------ | ------------- | ------------- | ------------- | ------------- | ------------- | ------------- |
| Polo per le Libertà             | Forza Italia                         | 307.955       | 16,24         | 1             | 624.081       | 33,16         | 6             |
| Polo per le Libertà             | Alleanza Nazionale                   | 246.532       | 13,00         | 1             | 624.081       | 33,16         | 6             |
| Polo per le Libertà             | CCD-CDU                              | 111.857       | 5,90          | 1             | 624.081       | 33,16         | 6             |
| L'Ulivo - Lega Autonomia Veneta | Partito Democratico della Sinistra   | 208.697       | 11,00         | 1             | 594.804       | 31,60         | 8             |
| L'Ulivo - Lega Autonomia Veneta | Popolari per Prodi                   | 171.491       | 9,04          | 1             | 594.804       | 31,60         | 8             |
| L'Ulivo - Lega Autonomia Veneta | Rinnovamento Italiano                | 95.847        | 5,05          | -             | 594.804       | 31,60         | 8             |
| L'Ulivo - Lega Autonomia Veneta | Federazione dei Verdi                | 42.840        | 2,86          | -             | 594.804       | 31,60         | 8             |
| Lega Nord                       | Lega Nord                            | 510.175       | 26,90         | 2             | 598.736       | 31,81         | 8             |
| Progressisti                    | Partito della Rifondazione Comunista | 88.163        | 4,65          | 1             | 30.061        | 1,60          | -             |
| Unione Nord Est                 | Unione Nord Est                      | 63.934        | 3,37          | -             | 9.669         | 0,51          | -             |
| Lista Pannella-Sgarbi           | Lista Pannella-Sgarbi                | 29.942        | 1,58          | -             | 2.030         | 0,11          | -             |
| Fiamma Tricolore                | Fiamma Tricolore                     | 9.780         | 0,52          | -             | 4.459         | 0,24          | -             |
| Mani Pulite                     | Mani Pulite                          | 9.490         | 0,50          | -             | 11.605        | 0,62          | -             |
| Solidarietà Veneta              | Solidarietà Veneta                   | N.D.          | N.D.          | N.D.          | 2.655         | 0,14          | -             |
| Lega Italiana Federalista       | Lega Italiana Federalista            | N.D.          | N.D.          | N.D.          | 2.268         | 0,12          | -             |
| Partito Federalista             | Partito Federalista                  | N.D.          | N.D.          | N.D.          | 1.744         | 0,09          | -             |
| Totale                          | Totale                               | 1.896.703     |               | 8             | 1.882.112     |               | 22            |

### Circoscrizione Veneto 2
| Coalizioni                      | Liste                                | Proporzionale | Proporzionale | Proporzionale | Maggioritario | Maggioritario | Maggioritario |
| Coalizioni                      | Liste                                | Voti          | %             | Seggi         | Voti          | %             | Seggi         |
| ------------------------------- | ------------------------------------ | ------------- | ------------- | ------------- | ------------- | ------------- | ------------- |
| Polo per le Libertà             | Forza Italia                         | 234.533       | 18,41         | 1             | 389.586       | 30,94         | 1             |
| Polo per le Libertà             | Alleanza Nazionale                   | 124.675       | 9,79          | 1             | 389.586       | 30,94         | 1             |
| Polo per le Libertà             | CCD-CDU                              | 59.854        | 4,70          | -             | 389.586       | 30,94         | 1             |
| Lega Nord                       | Lega Nord                            | 417.858       | 32,80         | 2             | 432.487       | 34,35         | 7             |
| L'Ulivo - Lega Autonomia Veneta | Partito Democratico della Sinistra   | 166.139       | 13,04         | -             | 402.730       | 31,99         | 6             |
| L'Ulivo - Lega Autonomia Veneta | Popolari per Prodi                   | 86.061        | 6,75          | -             | 402.730       | 31,99         | 6             |
| L'Ulivo - Lega Autonomia Veneta | Rinnovamento Italiano                | 69.828        | 5,48          | 1             | 402.730       | 31,99         | 6             |
| L'Ulivo - Lega Autonomia Veneta | Federazione dei Verdi                | 36.554        | 2,87          | -             | 402.730       | 31,99         | 6             |
| Progressisti                    | Partito della Rifondazione Comunista | 78.630        | 6,17          | -             | 34.266        | 2,72          | 1             |
| Totale                          | Totale                               | 1.274.132     |               | 5             | 1.259.069     |               | 15            |

### Circoscrizione Friuli-Venezia Giulia
| Coalizioni            | Liste                                | Proporzionale | Proporzionale | Proporzionale | Maggioritario | Maggioritario | Maggioritario |
| Coalizioni            | Liste                                | Voti          | %             | Seggi         | Voti          | %             | Seggi         |
| --------------------- | ------------------------------------ | ------------- | ------------- | ------------- | ------------- | ------------- | ------------- |
| Polo per le Libertà   | Forza Italia                         | 177.741       | 21,07         | 1             | 313.430       | 37,34         | 5             |
| Polo per le Libertà   | Alleanza Nazionale                   | 127.762       | 15,14         | -             | 313.430       | 37,34         | 5             |
| Polo per le Libertà   | CCD-CDU                              | 47.544        | 5,64          | -             | 313.430       | 37,34         | 5             |
| L'Ulivo               | Partito Democratico della Sinistra   | 109.470       | 12,98         | 1             | 270.227       | 32,19         | 2             |
| L'Ulivo               | Popolari per Prodi                   | 75.281        | 8,92          | -             | 270.227       | 32,19         | 2             |
| L'Ulivo               | Federazione dei Verdi                | 33.206        | 3,94          | -             | 270.227       | 32,19         | 2             |
| Lega Nord             | Lega Nord                            | 195.616       | 23,19         | 1             | 205.790       | 24,52         | 3             |
| Progressisti          | Partito della Rifondazione Comunista | 62.837        | 7,45          | -             | 18.690        | 2,23          | -             |
| Fiamma Tricolore      | Fiamma Tricolore                     | 9.176         | 1,09          | -             | 11.729        | 1,40          | -             |
| Nord Libero Autonomia | Nord Libero Autonomia                | 4.965         | 0,59          | -             | 4.013         | 0,48          | -             |
| Lista Pannella-Sgarbi | Lista Pannella-Sgarbi                | N.D.          | N.D.          | N.D.          | 6.582         | 0,78          | -             |
| Mani Pulite           | Mani Pulite                          | N.D.          | N.D.          | N.D.          | 3.462         | 0,41          | -             |
| Stato del Friuli      | Stato del Friuli                     | N.D.          | N.D.          | N.D.          | 3.345         | 0,40          | -             |
| Patto Donne Trieste   | Patto Donne Trieste                  | N.D.          | N.D.          | N.D.          | 2.121         | 0,25          | -             |
| Totale                | Totale                               | 843.598       |               | 3             | 839.389       |               | 10            |

### Circoscrizione Liguria
| Coalizioni            | Liste                                | Proporzionale | Proporzionale | Proporzionale | Maggioritario | Maggioritario | Maggioritario |
| Coalizioni            | Liste                                | Voti          | %             | Seggi         | Voti          | %             | Seggi         |
| --------------------- | ------------------------------------ | ------------- | ------------- | ------------- | ------------- | ------------- | ------------- |
| L'Ulivo               | Partito Democratico della Sinistra   | 299.306       | 25,63         | 1             | 534.227       | 46,35         | 9             |
| L'Ulivo               | Rinnovamento Italiano                | 68.081        | 5,83          | -             | 534.227       | 46,35         | 9             |
| L'Ulivo               | Popolari per Prodi                   | 62.129        | 5,32          | -             | 534.227       | 46,35         | 9             |
| L'Ulivo               | Federazione dei Verdi                | 28.862        | 2,47          | -             | 534.227       | 46,35         | 9             |
| Polo per le Libertà   | Forza Italia                         | 224.907       | 19,26         | 1             | 439.476       | 38,13         | 4             |
| Polo per le Libertà   | Alleanza Nazionale                   | 159.214       | 13,63         | 1             | 439.476       | 38,13         | 4             |
| Polo per le Libertà   | CCD-CDU                              | 48.234        | 4,13          | -             | 439.476       | 38,13         | 4             |
| Progressisti          | Partito della Rifondazione Comunista | 119.699       | 10,25         | 1             | 41.074        | 3,56          | 1             |
| Lega Nord             | Lega Nord                            | 119.171       | 10,20         | 1             | 136.863       | 11,87         | -             |
| Lista Pannella-Sgarbi | Lista Pannella-Sgarbi                | 31.309        | 2,68          | -             | N.D.          | N.D.          | N.D.          |
| Partito Socialista    | Partito Socialista                   | 7.033         | 0,60          | -             | N.D.          | N.D.          | N.D.          |
| Alpi Azzurre          | Alpi Azzurre                         | N.D.          | N.D.          | N.D.          | 999           | 0,09          | -             |
| Totale                | Totale                               | 1.167.945     |               | 5             | 1.152.639     |               | 14            |

### Circoscrizione Emilia-Romagna (Camera dei deputati)|Circoscrizione Emilia-Romagna
| Coalizioni            | Liste                                | Proporzionale | Proporzionale | Proporzionale | Maggioritario | Maggioritario | Maggioritario |
| Coalizioni            | Liste                                | Voti          | %             | Seggi         | Voti          | %             | Seggi         |
| --------------------- | ------------------------------------ | ------------- | ------------- | ------------- | ------------- | ------------- | ------------- |
| L'Ulivo               | Partito Democratico della Sinistra   | 1.065.771     | 35,66         | 3             | 1.591.875     | 54,20         | 28            |
| L'Ulivo               | Popolari per Prodi                   | 237.838       | 7,96          | -             | 1.591.875     | 54,20         | 28            |
| L'Ulivo               | Rinnovamento Italiano                | 115.581       | 3,87          | -             | 1.591.875     | 54,20         | 28            |
| L'Ulivo               | Federazione dei Verdi                | 74.547        | 2,49          | -             | 1.591.875     | 54,20         | 28            |
| Polo per le Libertà   | Forza Italia                         | 450.980       | 15,09         | 2             | 984.783       | 33,53         | 1             |
| Polo per le Libertà   | Alleanza Nazionale                   | 343.493       | 11,49         | 2             | 984.783       | 33,53         | 1             |
| Polo per le Libertà   | CCD-CDU                              | 144.485       | 4,83          | 1             | 984.783       | 33,53         | 1             |
| Progressisti          | Partito della Rifondazione Comunista | 249.145       | 8,34          | -             | 149.383       | 5,09          | 3             |
| Lega Nord             | Lega Nord                            | 216.239       | 7,24          | 2             | 199.176       | 6,78          | -             |
| Lista Pannella-Sgarbi | Lista Pannella-Sgarbi                | 68.411        | 2,29          | -             | N.D.          | N.D.          | N.D.          |
| Fiamma Tricolore      | Fiamma Tricolore                     | 13.812        | 0,46          | -             | 6.698         | 0,23          | -             |
| Nuova Democrazia      | Nuova Democrazia                     | 8.185         | 0,27          | -             | 5.333         | 0,18          | -             |
| Totale                | Totale                               | 2.988.487     |               | 10            | 2.937.248     |               | 32            |

### Circoscrizione Toscana (Camera dei deputati)|Circoscrizione Toscana
| Coalizioni                    | Liste                                | Proporzionale | Proporzionale | Proporzionale | Maggioritario | Maggioritario | Maggioritario |
| Coalizioni                    | Liste                                | Voti          | %             | Seggi         | Voti          | %             | Seggi         |
| ----------------------------- | ------------------------------------ | ------------- | ------------- | ------------- | ------------- | ------------- | ------------- |
| L'Ulivo                       | Partito Democratico della Sinistra   | 883.692       | 34,75         | 2             | 1.293.710     | 52,00         | 24            |
| L'Ulivo                       | Popolari per Prodi                   | 145.266       | 5,71          | -             | 1.293.710     | 52,00         | 24            |
| L'Ulivo                       | Rinnovamento Italiano                | 109.892       | 4,32          | -             | 1.293.710     | 52,00         | 24            |
| L'Ulivo                       | Federazione dei Verdi                | 50.412        | 1,98          | -             | 1.293.710     | 52,00         | 24            |
| Polo per le Libertà           | Alleanza Nazionale                   | 401.073       | 15,77         | 3             | 904.707       | 36,36         | 1             |
| Polo per le Libertà           | Forza Italia                         | 363.859       | 14,31         | 2             | 904.707       | 36,36         | 1             |
| Polo per le Libertà           | CCD-CDU                              | 121.282       | 4,77          | 1             | 904.707       | 36,36         | 1             |
| Progressisti                  | Partito della Rifondazione Comunista | 316.569       | 12,45         | 1             | 199.837       | 8,03          | 4             |
| Lista Pannella-Sgarbi         | Lista Pannella-Sgarbi                | 48.720        | 1,92          | -             | N.D.          | N.D.          | N.D.          |
| Lega Nord                     | Lega Nord                            | 46.000        | 1,81          | 1             | 55.371        | 2,23          | -             |
| Partito Socialista            | Partito Socialista                   | 20.877        | 0,82          | -             | N.D.          | N.D.          | N.D.          |
| Fiamma Tricolore              | Fiamma Tricolore                     | 17.401        | 0,68          | -             | 20.537        | 0,83          | -             |
| Movimento Autonomista Toscano | Movimento Autonomista Toscano        | 8.627         | 0,34          | -             | N.D.          | N.D.          | N.D.          |
| Mani Pulite                   | Mani Pulite                          | 7.070         | 0,28          | -             | 8.138         | 0,33          | -             |
| Partito Umanista              | Partito Umanista                     | 2.390         | 0,09          | -             | 5.762         | 0,23          | -             |
| Totale                        | Totale                               | 2.543.130     |               | 10            | 2.488.062     |               | 29            |

### Circoscrizione Umbria (Camera dei deputati)|Circoscrizione Umbria
| Coalizioni          | Liste                                | Proporzionale | Proporzionale | Proporzionale | Maggioritario | Maggioritario | Maggioritario |
| Coalizioni          | Liste                                | Voti          | %             | Seggi         | Voti          | %             | Seggi         |
| ------------------- | ------------------------------------ | ------------- | ------------- | ------------- | ------------- | ------------- | ------------- |
| L'Ulivo             | Partito Democratico della Sinistra   | 194.758       | 33,25         | -             | 286.358       | 49,99         | 6             |
| L'Ulivo             | Popolari per Prodi                   | 33.921        | 5,79          | -             | 286.358       | 49,99         | 6             |
| L'Ulivo             | Rinnovamento Italiano                | 25.703        | 4,39          | -             | 286.358       | 49,99         | 6             |
| L'Ulivo             | Federazione dei Verdi                | 12.629        | 2,16          | -             | 286.358       | 49,99         | 6             |
| Polo per le Libertà | Alleanza Nazionale                   | 116.148       | 19,83         | 1             | 236.234       | 41,24         | -             |
| Polo per le Libertà | Forza Italia                         | 96.856        | 16,54         | 1             | 236.234       | 41,24         | -             |
| Polo per le Libertà | CCD-CDU                              | 27.544        | 4,70          | -             | 236.234       | 41,24         | -             |
| Progressisti        | Partito della Rifondazione Comunista | 71.941        | 12,28         | -             | 41.286        | 7,21          | 1             |
| Lega Nord           | Lega Nord                            | 6.177         | 1,05          | -             | 8.950         | 1,56          | -             |
| Totale              | Totale                               | 585.677       |               | 2             | 572.828       |               | 7             |

### Circoscrizione Marche (Camera dei deputati)|Circoscrizione Marche
| Coalizioni            | Liste                                | Proporzionale | Proporzionale | Proporzionale | Maggioritario | Maggioritario | Maggioritario |
| Coalizioni            | Liste                                | Voti          | %             | Seggi         | Voti          | %             | Seggi         |
| --------------------- | ------------------------------------ | ------------- | ------------- | ------------- | ------------- | ------------- | ------------- |
| L'Ulivo               | Partito Democratico della Sinistra   | 286.773       | 28,72         | 1             | 407.441       | 41,71         | 9             |
| L'Ulivo               | Popolari per Prodi                   | 60.378        | 6,05          | -             | 407.441       | 41,71         | 9             |
| L'Ulivo               | Rinnovamento Italiano                | 53.304        | 5,34          | -             | 407.441       | 41,71         | 9             |
| L'Ulivo               | Federazione dei Verdi                | 26.997        | 2,70          | -             | 407.441       | 41,71         | 9             |
| Polo per le Libertà   | Forza Italia                         | 173.704       | 17,40         | 1             | 399.835       | 40,93         | 1             |
| Polo per le Libertà   | Alleanza Nazionale                   | 162.633       | 16,29         | 1             | 399.835       | 40,93         | 1             |
| Polo per le Libertà   | CCD-CDU                              | 79.834        | 8,00          | 1             | 399.835       | 40,93         | 1             |
| Progressisti          | Partito della Rifondazione Comunista | 103.805       | 10,40         | -             | 121.848       | 12,47         | 2             |
| Lista Pannella-Sgarbi | Lista Pannella-Sgarbi                | 18.800        | 1,88          | -             | 1.842         | 0,19          | -             |
| Lega Nord             | Lega Nord                            | 14.617        | 1,46          | -             | 15.491        | 1,59          | -             |
| Fiamma Tricolore      | Fiamma Tricolore                     | 12.002        | 1,20          | -             | 26.140        | 2,68          | -             |
| Per le Marche         | Per le Marche                        | 5.545         | 0,56          | -             | 4.317         | 0,44          | -             |
| Totale                | Totale                               | 998.392       |               | 4             | 976.914       |               | 12            |

### Circoscrizione Lazio 1
| Coalizioni            | Liste                                | Proporzionale | Proporzionale | Proporzionale | Maggioritario | Maggioritario | Maggioritario |
| Coalizioni            | Liste                                | Voti          | %             | Seggi         | Voti          | %             | Seggi         |
| --------------------- | ------------------------------------ | ------------- | ------------- | ------------- | ------------- | ------------- | ------------- |
| Polo per le Libertà   | Alleanza Nazionale                   | 817.622       | 30,88         | 5             | 1.243.244     | 47,58         | 11            |
| Polo per le Libertà   | Forza Italia                         | 353.897       | 13,37         | 1             | 1.243.244     | 47,58         | 11            |
| Polo per le Libertà   | CCD-CDU                              | 100.434       | 3,79          | -             | 1.243.244     | 47,58         | 11            |
| L'Ulivo               | Partito Democratico della Sinistra   | 658.593       | 24,87         | 1             | 1.202.426     | 46,02         | 21            |
| L'Ulivo               | Rinnovamento Italiano                | 128.413       | 4,85          | 1             | 1.202.426     | 46,02         | 21            |
| L'Ulivo               | Popolari per Prodi                   | 122.500       | 4,63          | -             | 1.202.426     | 46,02         | 21            |
| L'Ulivo               | Federazione dei Verdi                | 69.473        | 2,62          | -             | 1.202.426     | 46,02         | 21            |
| Progressisti          | Partito della Rifondazione Comunista | 285.348       | 10,78         | 2             | 73.012        | 2,79          | -             |
| Lista Pannella-Sgarbi | Lista Pannella-Sgarbi                | 63.540        | 2,40          | -             | N.D.          | N.D.          | N.D.          |
| Fiamma Tricolore      | Fiamma Tricolore                     | 30.746        | 1,16          | -             | 86.051        | 3,29          | -             |
| Partito Socialista    | Partito Socialista                   | 14.248        | 0,54          | -             | 2.950         | 0,11          | -             |
| Partito Umanista      | Partito Umanista                     | 3.006         | 0,11          | -             | 5.193         | 0,20          | -             |
| Totale                | Totale                               | 2.647.820     |               | 10            | 2.612.876     |               | 32            |

### Circoscrizione Lazio 2
| Coalizioni                           | Liste                                | Proporzionale | Proporzionale | Proporzionale | Maggioritario | Maggioritario | Maggioritario |
| Coalizioni                           | Liste                                | Voti          | %             | Seggi         | Voti          | %             | Seggi         |
| ------------------------------------ | ------------------------------------ | ------------- | ------------- | ------------- | ------------- | ------------- | ------------- |
| Polo per le Libertà                  | Forza Italia                         | 225.309       | 23,94         | 1             | 453.770       | 48,52         | 5             |
| Polo per le Libertà                  | Alleanza Nazionale                   | 220.769       | 23,46         | 1             | 453.770       | 48,52         | 5             |
| Polo per le Libertà                  | CCD-CDU                              | 67.853        | 7,21          | 1             | 453.770       | 48,52         | 5             |
| L'Ulivo                              | Partito Democratico della Sinistra   | 184.412       | 19,59         | 1             | 420.319       | 44,94         | 6             |
| L'Ulivo                              | Popolari per Prodi                   | 67.170        | 7,14          | -             | 420.319       | 44,94         | 6             |
| L'Ulivo                              | Rinnovamento Italiano                | 41.114        | 4,37          | -             | 420.319       | 44,94         | 6             |
| Partito della Rifondazione Comunista | Partito della Rifondazione Comunista | 87.366        | 9,28          | 1             | N.D.          | N.D.          | N.D.          |
| Fiamma Tricolore                     | Fiamma Tricolore                     | 26.249        | 2,79          | -             | 61.188        | 6,54          | -             |
| Totale                               | Totale                               | 941.144       |               | 5             | 935.277       |               | 11            |

### Circoscrizione Abruzzo (Camera dei deputati)|Circoscrizione Abruzzo
| Coalizioni            | Liste                                | Proporzionale | Proporzionale | Proporzionale | Maggioritario | Maggioritario | Maggioritario |
| Coalizioni            | Liste                                | Voti          | %             | Seggi         | Voti          | %             | Seggi         |
| --------------------- | ------------------------------------ | ------------- | ------------- | ------------- | ------------- | ------------- | ------------- |
| Polo per le Libertà   | Alleanza Nazionale                   | 173.787       | 21,13         | -             | 362.952       | 44,61         | 5             |
| Polo per le Libertà   | Forza Italia                         | 159.384       | 19,38         | 1             | 362.952       | 44,61         | 5             |
| Polo per le Libertà   | CCD-CDU                              | 60.745        | 7,39          | -             | 362.952       | 44,61         | 5             |
| L'Ulivo               | Partito Democratico della Sinistra   | 170.486       | 20,73         | 1             | 358.356       | 44,05         | 6             |
| L'Ulivo               | Popolari per Prodi                   | 61.489        | 7,48          | -             | 358.356       | 44,05         | 6             |
| L'Ulivo               | Rinnovamento Italiano                | 36.311        | 4,42          | -             | 358.356       | 44,05         | 6             |
| L'Ulivo               | Federazione dei Verdi                | 26.998        | 3,28          | -             | 358.356       | 44,05         | 6             |
| Progressisti          | Partito della Rifondazione Comunista | 90.170        | 10,96         | 1             | 26.034        | 3,20          | -             |
| Lista Pannella-Sgarbi | Lista Pannella-Sgarbi                | 24.501        | 2,98          | -             | 21.559        | 2,65          | -             |
| Fiamma Tricolore      | Fiamma Tricolore                     | N.D.          | N.D.          | N.D.          | 44.676        | 5,49          | -             |
| Totale                | Totale                               | 822.396       |               | 3             | 813.577       |               | 11            |

### Circoscrizione Molise (Camera dei deputati)|Circoscrizione Molise
| Coalizioni                           | Liste                                | Proporzionale | Proporzionale | Proporzionale | Maggioritario | Maggioritario | Maggioritario |
| Coalizioni                           | Liste                                | Voti          | %             | Seggi         | Voti          | %             | Seggi         |
| ------------------------------------ | ------------------------------------ | ------------- | ------------- | ------------- | ------------- | ------------- | ------------- |
| Polo per le Libertà                  | Alleanza Nazionale                   | 35.768        | 18,68         | -             | 83.615        | 48,01         | 1             |
| Polo per le Libertà                  | Forza Italia                         | 32.367        | 16,91         | -             | 83.615        | 48,01         | 1             |
| Polo per le Libertà                  | CCD-CDU                              | 21.154        | 11,05         | -             | 83.615        | 48,01         | 1             |
| L'Ulivo                              | Partito Democratico della Sinistra   | 35.292        | 18,43         | 1             | 64.864        | 37,24         | 2             |
| L'Ulivo                              | Popolari per Prodi                   | 22.595        | 11,80         | -             | 64.864        | 37,24         | 2             |
| L'Ulivo                              | Rinnovamento Italiano                | 7.181         | 3,75          | -             | 64.864        | 37,24         | 2             |
| L'Ulivo                              | Federazione dei Verdi                | 4.219         | 2,20          | -             | 64.864        | 37,24         | 2             |
| Partito della Rifondazione Comunista | Partito della Rifondazione Comunista | 16.946        | 8,85          | -             | N.D.          | N.D.          | N.D.          |
| Fiamma Tricolore                     | Fiamma Tricolore                     | 5.423         | 2,83          | -             | 13.809        | 7,93          | -             |
| Lista Pannella-Sgarbi                | Lista Pannella-Sgarbi                | 4.203         | 2,20          | -             | 6.794         | 3,90          | -             |
| Risorgimento del Sud                 | Risorgimento del Sud                 | 3.084         | 1,61          | -             | 4.291         | 2,46          | -             |
| Partito Socialista                   | Partito Socialista                   | 2.421         | 1,26          | -             | N.D.          | N.D.          | N.D.          |
| Rinnovamento                         | Rinnovamento                         | 788           | 0,41          | -             | 798           | 0,46          | -             |
| Totale                               | Totale                               | 191.441       |               | 1             | 174.171       |               | 3             |

### Circoscrizione Campania 1
| Coalizioni            | Liste                                | Proporzionale | Proporzionale | Proporzionale | Maggioritario | Maggioritario | Maggioritario |
| Coalizioni            | Liste                                | Voti          | %             | Seggi         | Voti          | %             | Seggi         |
| --------------------- | ------------------------------------ | ------------- | ------------- | ------------- | ------------- | ------------- | ------------- |
| Polo per le Libertà   | Forza Italia                         | 415.366       | 24,62         | 4             | 743.410       | 44,16         | 5             |
| Polo per le Libertà   | Alleanza Nazionale                   | 304.732       | 18,06         | 2             | 743.410       | 44,16         | 5             |
| Polo per le Libertà   | CCD-CDU                              | 84.561        | 5,01          | -             | 743.410       | 44,16         | 5             |
| L'Ulivo               | Partito Democratico della Sinistra   | 386.134       | 22,89         | -             | 803.076       | 47,70         | 19            |
| L'Ulivo               | Popolari per Prodi                   | 110.015       | 6,52          | -             | 803.076       | 47,70         | 19            |
| L'Ulivo               | Rinnovamento Italiano                | 67.518        | 4,00          | -             | 803.076       | 47,70         | 19            |
| L'Ulivo               | Federazione dei Verdi                | 58.610        | 3,47          | -             | 803.076       | 47,70         | 19            |
| Progressisti          | Partito della Rifondazione Comunista | 177.078       | 10,50         | 2             | 60.001        | 3,56          | 1             |
| Lista Pannella-Sgarbi | Lista Pannella-Sgarbi                | 26.063        | 1,54          | -             | N.D.          | N.D.          | N.D.          |
| Fiamma Tricolore      | Fiamma Tricolore                     | 25.433        | 1,51          | -             | 54.747        | 3,25          | -             |
| Partito Socialista    | Partito Socialista                   | 16.872        | 1,00          | -             | 4.449         | 0,26          | -             |
| Democrazia Sociale    | Democrazia Sociale                   | 9.319         | 0,55          | -             | 9.760         | 0,58          | -             |
| Sviluppo e Legalità   | Sviluppo e Legalità                  | 5.347         | 0,32          | -             | 5.275         | 0,31          | -             |
| Ingegno e Audacia     | Ingegno e Audacia                    | N.D.          | N.D.          | N.D.          | 2.805         | 0,17          | -             |
| Totale                | Totale                               | 1.687.048     |               | 8             | 1.683.523     |               | 25            |

### Circoscrizione Campania 2
| Coalizioni                           | Liste                                | Proporzionale | Proporzionale | Proporzionale | Maggioritario | Maggioritario | Maggioritario |
| Coalizioni                           | Liste                                | Voti          | %             | Seggi         | Voti          | %             | Seggi         |
| ------------------------------------ | ------------------------------------ | ------------- | ------------- | ------------- | ------------- | ------------- | ------------- |
| Polo per le Libertà                  | Forza Italia                         | 334.873       | 21,94         | 2             | 708.670       | 46,19         | 16            |
| Polo per le Libertà                  | Alleanza Nazionale                   | 295.448       | 19,35         | -             | 708.670       | 46,19         | 16            |
| Polo per le Libertà                  | CCD-CDU                              | 172.599       | 11,31         | 1             | 708.670       | 46,19         | 16            |
| L'Ulivo                              | Partito Democratico della Sinistra   | 254.284       | 16,66         | 2             | 598.617       | 39,02         | 5             |
| L'Ulivo                              | Popolari per Prodi                   | 150.768       | 9,88          | -             | 598.617       | 39,02         | 5             |
| L'Ulivo                              | Rinnovamento Italiano                | 65.212        | 4,27          | 1             | 598.617       | 39,02         | 5             |
| L'Ulivo                              | Federazione dei Verdi                | 38.944        | 2,55          | -             | 598.617       | 39,02         | 5             |
| Progressisti                         | Partito della Rifondazione Comunista | 115.414       | 7,56          | 1             | 42.776        | 2,79          | -             |
| Partito della Rifondazione Comunista | Partito della Rifondazione Comunista | 115.414       | 7,56          | 1             | 12.403        | 0,81          | -             |
| Fiamma Tricolore                     | Fiamma Tricolore                     | 29.117        | 1,91          | -             | 71.629        | 4,67          | -             |
| Partito Socialista                   | Partito Socialista                   | 24.704        | 1,62          | -             | 23.266        | 1,52          | -             |
| Lista Pannella-Sgarbi                | Lista Pannella-Sgarbi                | 24.076        | 1,58          | -             | N.D.          | N.D.          | N.D.          |
| Patto per l'Agro                     | Patto per l'Agro                     | 12.297        | 0,81          | -             | 18.836        | 1,23          | -             |
| Movimento Rinascita Italiana         | Movimento Rinascita Italiana         | 8.886         | 0,58          | -             | 24.074        | 1,57          | -             |
| Democrazia e Libertà                 | Democrazia e Libertà                 | N.D.          | N.D.          | N.D.          | 33.326        | 2,17          | 1             |
| Pedalando in Sintonia                | Pedalando in Sintonia                | N.D.          | N.D.          | N.D.          | 675           | 0,04          | -             |
| Totale                               | Totale                               | 1.526.622     |               | 7             | 1.534.272     |               | 22            |

### Circoscrizione Puglia
| Coalizioni                           | Liste                                | Proporzionale | Proporzionale | Proporzionale | Maggioritario | Maggioritario | Maggioritario |
| Coalizioni                           | Liste                                | Voti          | %             | Seggi         | Voti          | %             | Seggi         |
| ------------------------------------ | ------------------------------------ | ------------- | ------------- | ------------- | ------------- | ------------- | ------------- |
| Polo per le Libertà                  | Forza Italia                         | 579.301       | 24,62         | 4             | 1.076.561     | 45,53         | 17            |
| Polo per le Libertà                  | Alleanza Nazionale                   | 421.932       | 17,93         | 1             | 1.076.561     | 45,53         | 17            |
| Polo per le Libertà                  | CCD-CDU                              | 178.062       | 7,57          | 2             | 1.076.561     | 45,53         | 17            |
| L'Ulivo                              | Partito Democratico della Sinistra   | 520.643       | 22,13         | 2             | 1.088.971     | 46,05         | 16            |
| L'Ulivo                              | Popolari per Prodi                   | 123.423       | 5,25          | -             | 1.088.971     | 46,05         | 16            |
| L'Ulivo                              | Rinnovamento Italiano                | 87.752        | 3,73          | -             | 1.088.971     | 46,05         | 16            |
| L'Ulivo                              | Federazione dei Verdi                | 40.449        | 1,72          | -             | 1.088.971     | 46,05         | 16            |
| Partito della Rifondazione Comunista | Partito della Rifondazione Comunista | 176.202       | 7,49          | 1             | N.D.          | N.D.          | N.D.          |
| Lega d'Azione Meridionale            | Lega d'Azione Meridionale            | 72.062        | 3,06          | -             | 82.373        | 3,48          | 1             |
| Fiamma Tricolore                     | Fiamma Tricolore                     | 37.133        | 1,58          | -             | 53.307        | 2,25          | -             |
| Lista Pannella-Sgarbi                | Lista Pannella-Sgarbi                | 36.213        | 1,54          | -             | 7.940         | 0,34          | -             |
| Partito Socialista                   | Partito Socialista                   | 29.216        | 1,24          | -             | N.D.          | N.D.          | N.D.          |
| Gruppo Indipendente Libertà          | Gruppo Indipendente Libertà          | 17.451        | 0,74          | -             | 8.805         | 0,37          | -             |
| Mani Pulite                          | Mani Pulite                          | 17.424        | 0,74          | -             | 31.995        | 1,35          | -             |
| Ambientalisti                        | Ambientalisti                        | 15.560        | 0,66          | -             | 12.299        | 0,52          | -             |
| Movimento Polo Sud                   | Movimento Polo Sud                   | N.D.          | N.D.          | N.D.          | 2.310         | 0,10          | -             |
| Totale                               | Totale                               | 2.352.823     |               | 10            | 2.364.561     |               | 34            |

### Circoscrizione Basilicata
| Coalizioni            | Liste                                | Proporzionale | Proporzionale | Proporzionale | Maggioritario | Maggioritario | Maggioritario |
| Coalizioni            | Liste                                | Voti          | %             | Seggi         | Voti          | %             | Seggi         |
| --------------------- | ------------------------------------ | ------------- | ------------- | ------------- | ------------- | ------------- | ------------- |
| L'Ulivo               | Partito Democratico della Sinistra   | 80.554        | 23,51         | -             | 145.301       | 43,21         | 4             |
| L'Ulivo               | Popolari per Prodi                   | 42.408        | 12,38         | 1             | 145.301       | 43,21         | 4             |
| L'Ulivo               | Rinnovamento Italiano                | 18.975        | 5,54          | -             | 145.301       | 43,21         | 4             |
| L'Ulivo               | Federazione dei Verdi                | 7.747         | 2,26          | -             | 145.301       | 43,21         | 4             |
| Polo per le Libertà   | Forza Italia                         | 62.316        | 18,19         | -             | 141.317       | 42,02         | 1             |
| Polo per le Libertà   | Alleanza Nazionale                   | 49.112        | 14,33         | 1             | 141.317       | 42,02         | 1             |
| Polo per le Libertà   | CCD-CDU                              | 33.296        | 9,72          | -             | 141.317       | 42,02         | 1             |
| Progressisti          | Partito della Rifondazione Comunista | 33.909        | 9,90          | -             | 29.018        | 8,63          | -             |
| Fiamma Tricolore      | Fiamma Tricolore                     | 6.968         | 2,03          | -             | 13.404        | 3,99          | -             |
| Lista Pannella-Sgarbi | Lista Pannella-Sgarbi                | 4.987         | 1,46          | -             | 3.361         | 1,00          | -             |
| Mani Pulite           | Mani Pulite                          | 2.386         | 0,70          | -             | 3.900         | 1,16          | -             |
| Totale                | Totale                               | 342.658       |               | 2             | 336.301       |               | 5             |

### Circoscrizione Calabria
| Coalizioni            | Liste                                | Proporzionale | Proporzionale | Proporzionale | Maggioritario | Maggioritario | Maggioritario |
| Coalizioni            | Liste                                | Voti          | %             | Seggi         | Voti          | %             | Seggi         |
| --------------------- | ------------------------------------ | ------------- | ------------- | ------------- | ------------- | ------------- | ------------- |
| Polo per le Libertà   | Alleanza Nazionale                   | 248.098       | 23,38         | 2             | 480.748       | 46,03         | 6             |
| Polo per le Libertà   | Forza Italia                         | 193.923       | 18,27         | 1             | 480.748       | 46,03         | 6             |
| Polo per le Libertà   | CCD-CDU                              | 95.960        | 9,00          | 1             | 480.748       | 46,03         | 6             |
| L'Ulivo               | Partito Democratico della Sinistra   | 222.323       | 20,95         | -             | 477.488       | 45,71         | 11            |
| L'Ulivo               | Popolari per Prodi                   | 71.889        | 6,67          | -             | 477.488       | 45,71         | 11            |
| L'Ulivo               | Rinnovamento Italiano                | 44.352        | 4,18          | 1             | 477.488       | 45,71         | 11            |
| L'Ulivo               | Federazione dei Verdi                | 18.718        | 1,76          | -             | 477.488       | 45,71         | 11            |
| Progressisti          | Partito della Rifondazione Comunista | 106.112       | 10,00         | 1             | 24.156        | 2,31          | -             |
| Lista Pannella-Sgarbi | Lista Pannella-Sgarbi                | 19.737        | 1,86          | -             | N.D.          | N.D.          | N.D.          |
| Fiamma Tricolore      | Fiamma Tricolore                     | 18.740        | 1,77          | -             | 46.946        | 4,49          | -             |
| Partito Socialista    | Partito Socialista                   | 17.605        | 1,66          | -             | 6.174         | 0,59          | -             |
| Rinnovamento          | Rinnovamento                         | 4.152         | 0,39          | -             | 8.984         | 0,86          | -             |
| Totale                | Totale                               | 1.061.209     |               | 6             | 1.044.496     |               | 17            |

### Circoscrizione Sicilia 1
| Coalizioni                                 | Liste                                      | Proporzionale | Proporzionale | Proporzionale | Maggioritario | Maggioritario | Maggioritario |
| Coalizioni                                 | Liste                                      | Voti          | %             | Seggi         | Voti          | %             | Seggi         |
| ------------------------------------------ | ------------------------------------------ | ------------- | ------------- | ------------- | ------------- | ------------- | ------------- |
| Polo per le Libertà                        | Forza Italia                               | 410.641       | 32,64         | 2             | 665.793       | 52,58         | 15            |
| Polo per le Libertà                        | Alleanza Nazionale                         | 180.504       | 14,35         | 1             | 665.793       | 52,58         | 15            |
| Polo per le Libertà                        | CCD-CDU                                    | 102.521       | 8,15          | -             | 665.793       | 52,58         | 15            |
| L'Ulivo                                    | Partito Democratico della Sinistra         | 199.833       | 15,88         | 1             | 526.657       | 41,59         | 5             |
| L'Ulivo                                    | Popolari per Prodi                         | 78.542        | 6,24          | 1             | 526.657       | 41,59         | 5             |
| L'Ulivo                                    | Rinnovamento Italiano                      | 61.956        | 4,92          | 1             | 526.657       | 41,59         | 5             |
| L'Ulivo                                    | Federazione dei Verdi                      | 24.212        | 1,92          | -             | 526.657       | 41,59         | 5             |
| Partito della Rifondazione Comunista       | Partito della Rifondazione Comunista       | 100.520       | 7,99          | 1             | N.D.          | N.D.          | N.D.          |
| Lista Pannella-Sgarbi                      | Lista Pannella-Sgarbi                      | 38.158        | 3,03          | -             | 3.041         | 0,24          | -             |
| Noi Siciliani - Fronte Nazionale Siciliano | Noi Siciliani - Fronte Nazionale Siciliano | 19.084        | 1,52          | -             | 9.252         | 0,73          | -             |
| Fiamma Tricolore                           | Fiamma Tricolore                           | 17.463        | 1,39          | -             | 21.576        | 1,70          | -             |
| Partito Socialista                         | Partito Socialista                         | 9.580         | 0,76          | -             | 6.487         | 0,51          | -             |
| Rinnovamento                               | Rinnovamento                               | 8.737         | 0,69          | -             | 18.762        | 1,48          | -             |
| Federalisti Liberali                       | Federalisti Liberali                       | 6.475         | 0,51          | -             | 11.563        | 0,91          | -             |
| Alleanza Solidale Liberista                | Alleanza Solidale Liberista                | N.D.          | N.D.          | N.D.          | 3.219         | 0,25          | -             |
| Totale                                     | Totale                                     | 1.258.226     |               | 7             | 1.266.350     |               | 20            |

### Circoscrizione Sicilia 2
| Coalizioni                                 | Liste                                      | Proporzionale | Proporzionale | Proporzionale | Maggioritario | Maggioritario | Maggioritario |
| Coalizioni                                 | Liste                                      | Voti          | %             | Seggi         | Voti          | %             | Seggi         |
| ------------------------------------------ | ------------------------------------------ | ------------- | ------------- | ------------- | ------------- | ------------- | ------------- |
| Polo per le Libertà                        | Forza Italia                               | 453.404       | 31,86         | 3             | 755.010       | 53,16         | 16            |
| Polo per le Libertà                        | Alleanza Nazionale                         | 260.106       | 18,28         | -             | 755.010       | 53,16         | 16            |
| Polo per le Libertà                        | CCD-CDU                                    | 114.871       | 8,07          | 1             | 755.010       | 53,16         | 16            |
| L'Ulivo                                    | Partito Democratico della Sinistra         | 245.577       | 17,26         | 2             | 583.527       | 41,09         | 5             |
| L'Ulivo                                    | Popolari per Prodi                         | 73.896        | 5,19          | -             | 583.527       | 41,09         | 5             |
| L'Ulivo                                    | Rinnovamento Italiano                      | 55.180        | 3,88          | -             | 583.527       | 41,09         | 5             |
| L'Ulivo                                    | Federazione dei Verdi                      | 48.568        | 3,41          | -             | 583.527       | 41,09         | 5             |
| Partito della Rifondazione Comunista       | Partito della Rifondazione Comunista       | 87.104        | 6,12          | 1             | N.D.          | N.D.          | N.D.          |
| Lista Pannella-Sgarbi                      | Lista Pannella-Sgarbi                      | 37.832        | 2,66          | -             | 4.730         | 0,33          | -             |
| Fiamma Tricolore                           | Fiamma Tricolore                           | 24.591        | 1,73          | -             | 62.213        | 4,38          | -             |
| Noi Siciliani - Fronte Nazionale Siciliano | Noi Siciliani - Fronte Nazionale Siciliano | 21.917        | 1,54          | -             | 10.850        | 0,76          | -             |
| Vienuove                                   | Vienuove                                   | N.D.          | N.D.          | N.D.          | 3.904         | 0,27          | -             |
| Totale                                     | Totale                                     | 1.423.046     |               | 7             | 1.420.234     |               | 21            |

### Circoscrizione Sardegna
| Coalizioni              | Liste                                | Proporzionale | Proporzionale | Proporzionale | Maggioritario   | Maggioritario | Maggioritario |
| Coalizioni              | Liste                                | Voti          | %             | Seggi         | Voti            | %             | Seggi         |
| ----------------------- | ------------------------------------ | ------------- | ------------- | ------------- | --------------- | ------------- | ------------- |
| Polo per le Libertà     | Forza Italia                         | 227.596       | 22,85         | 1             | 456.253         | 46,13         | 6             |
| Polo per le Libertà     | Alleanza Nazionale                   | 182.648       | 18,33         | 1             | 456.253         | 46,13         | 6             |
| Polo per le Libertà     | CCD-CDU                              | 60.205        | 6,04          | -             | 456.253         | 46,13         | 6             |
| L'Ulivo-PSd'Az. L'Ulivo | Partito Democratico della Sinistra   | 202.142       | 20,29         | 1             | 269.047 155.884 | 27,20 15,76   | 4 3           |
| L'Ulivo-PSd'Az. L'Ulivo | Rinnovamento Italiano                | 69.969        | 7,02          | -             | 269.047 155.884 | 27,20 15,76   | 4 3           |
| L'Ulivo-PSd'Az. L'Ulivo | Popolari per Prodi                   | 60.974        | 6,12          | -             | 269.047 155.884 | 27,20 15,76   | 4 3           |
| L'Ulivo-PSd'Az. L'Ulivo | Partito Sardo d'Azione               | 38.002        | 3,81          | -             | 269.047 155.884 | 27,20 15,76   | 4 3           |
| L'Ulivo-PSd'Az. L'Ulivo | Federazione dei Verdi                | 20.713        | 2,08          | -             | 269.047 155.884 | 27,20 15,76   | 4 3           |
| Progressisti            | Partito della Rifondazione Comunista | 83.813        | 8,41          | 1             | 57.238          | 5,79          | 1             |
| Sardigna Natzione       | Sardigna Natzione                    | 23.355        | 2,34          | -             | 42.246          | 4,72          | -             |
| Lista Pannella-Sgarbi   | Lista Pannella-Sgarbi                | 20.537        | 2,06          | -             | 2.370           | 0,24          | -             |
| Fiamma Tricolore        | Fiamma Tricolore                     | 6.270         | 0,63          | -             | 5.962           | 0,60          | -             |
| Totale                  | Totale                               | 996.224       |               | 4             | 989.000         |               | 14            |